# Stefan Piecyk
Stefan Piecyk (ur. 2 grudnia 1958) – polski lekkoatleta specjalizujący się w biegach płotkarskich i sprinterskich.
Największy sukces w karierze odniósł w 1977 r. w Doniecku, zdobywając na mistrzostwach Europy juniorów srebrny medal w biegu na 400 metrów przez płotki (uzyskany czas: 51,23). Wystąpił również w finałowym biegu sztafetowym 4 × 400 metrów, w którym reprezentanci Polski zajęli 4. miejsce (uzyskany czas: 3:10,1).
W lekkoatletycznych mistrzostwach Polski zdobył brązowy medal w biegu na 400 m ppł (Warszawa 1978, uzyskany czas: 51,86).
Rekord życiowy w biegu na 400 m ppł – 51,23 (21 sierpnia 1977, Donieck)